# HD 189733 b
凌日星(HD 189733 b)是一顆距離地球約63光年的太陽系外行星，位於狐狸座。該行星於2005年由一群在法國進行觀測的天文學家在狐狸座恆星HD 189733 A旁以凌日法發現。HD 189733 b是第一顆畫出表面熱量分布圖的系外行星，並確認其表面顏色為深藍色，以及在大氣層中確定了二氧化碳的存在。它的質量比木星高13%，軌道週期2.2日，即軌道速度152.5 km/s，因此人類所知的生命型態存在的可能性極低。

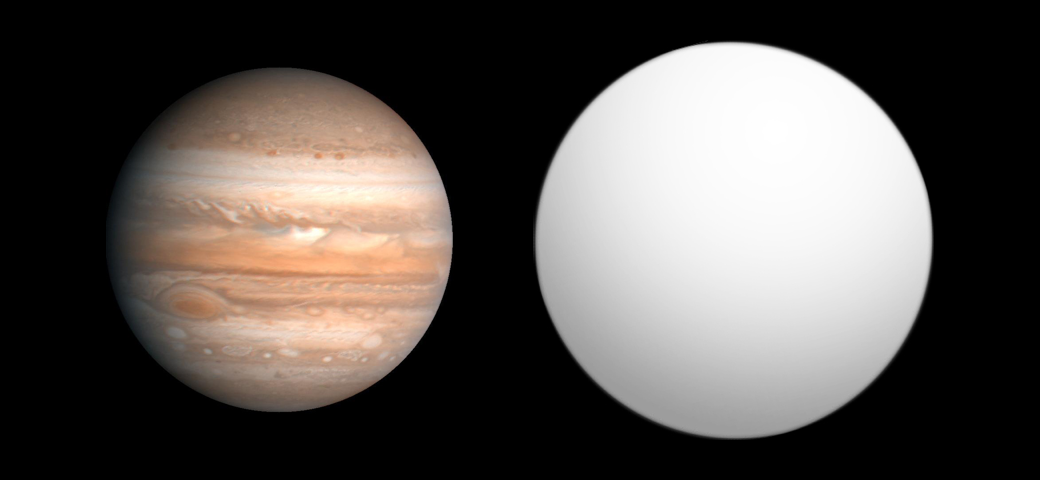
木星(左)与HD 189733 b(右)的比较

## 觀測與發現

### 凌日和都卜勒光譜學法
2005年10月6日，一組天文學家宣布發現了凌日行星HD 189733 b，之後再以都卜勒光譜學法偵測到它的存在。實時徑向速度量測讓天文學家在凌星現象發生時測光以前就可經由罗斯特-麦克劳克林效应確認行星的存在。2006年由德瑞克·戴明帶領的團隊在行星次蝕時進行光通量下降量測後，宣布偵測到該行星有強烈的紅外線熱輻射。
HD 189733 b的質量估計比木星高13%，並且軌道週期2.2日，使其軌道速度達到152.5 km/s。有時候該行星會編號為HD 189733 Ab以和系統的伴星HD 189733 B分辨。

### 紅外線光譜
2007年2月21日，NASA 宣布使用史匹哲太空望遠鏡觀測HD 189733 b和HD 209458 b紅外線光譜的結果。這兩顆行星的光譜觀測結果也同時首次發表於當期《自然》期刊，並有另一篇論文發表於《天文物理期刊通訊》。而HD 189733 b的光譜觀測則是由任職於加州理工學院內史匹哲科學中心的卡爾·格里梅爾帶領的團隊進行。

### 可見光下的顏色
2008年，一組天文學家以偏振测量法測定HD 189733 b在可見光線的顏色，並獲得成功。同一團隊於2011年進一步確認了先前的觀測結果。該團隊發現HD 189733 b在藍色波段的反照率高於紅色，並可能因為瑞利散射和大氣層中氣體分子吸收紅光，使人類肉眼所見該行星可能呈現深藍色，並且於2013年確認該行星表面為藍色。因此HD 189733 b是首顆以兩種不同方式確認表面整體顏色的行星。
該行星表面呈現藍色可能是瑞利散射造成。2008年1月中旬，在對該行星進行凌日時光譜觀測時以瑞立散射模型推測，如果氫分子存在的話，該行星在0.1564倍太陽半徑處的氣壓將是410 ± 30毫巴。米氏近似模型也顯示大氣層中可能有粒徑約10−2到10−1 μm 的矽酸鎂（MgSiO3）。從這兩個模型可推測該行星的表面溫度在1340至1540 K。瑞立散射的效應在其他模型中被確認，並且因為在大氣層中缺乏冷卻作用，使高層大氣下不存在平流層。

### 氣體蒸發
2010年3月，以 HI 萊曼α波段觀測HD 189733 b凌日時，發現它的大氣層蒸發率達到每秒1000到10萬公噸。這項發現是因為偵測到散逸层中的氫原子。 HD 189733 b是繼HD 209458 b之後，第二顆發現大氣層氣體蒸發的系外行星。

## 行星狀態

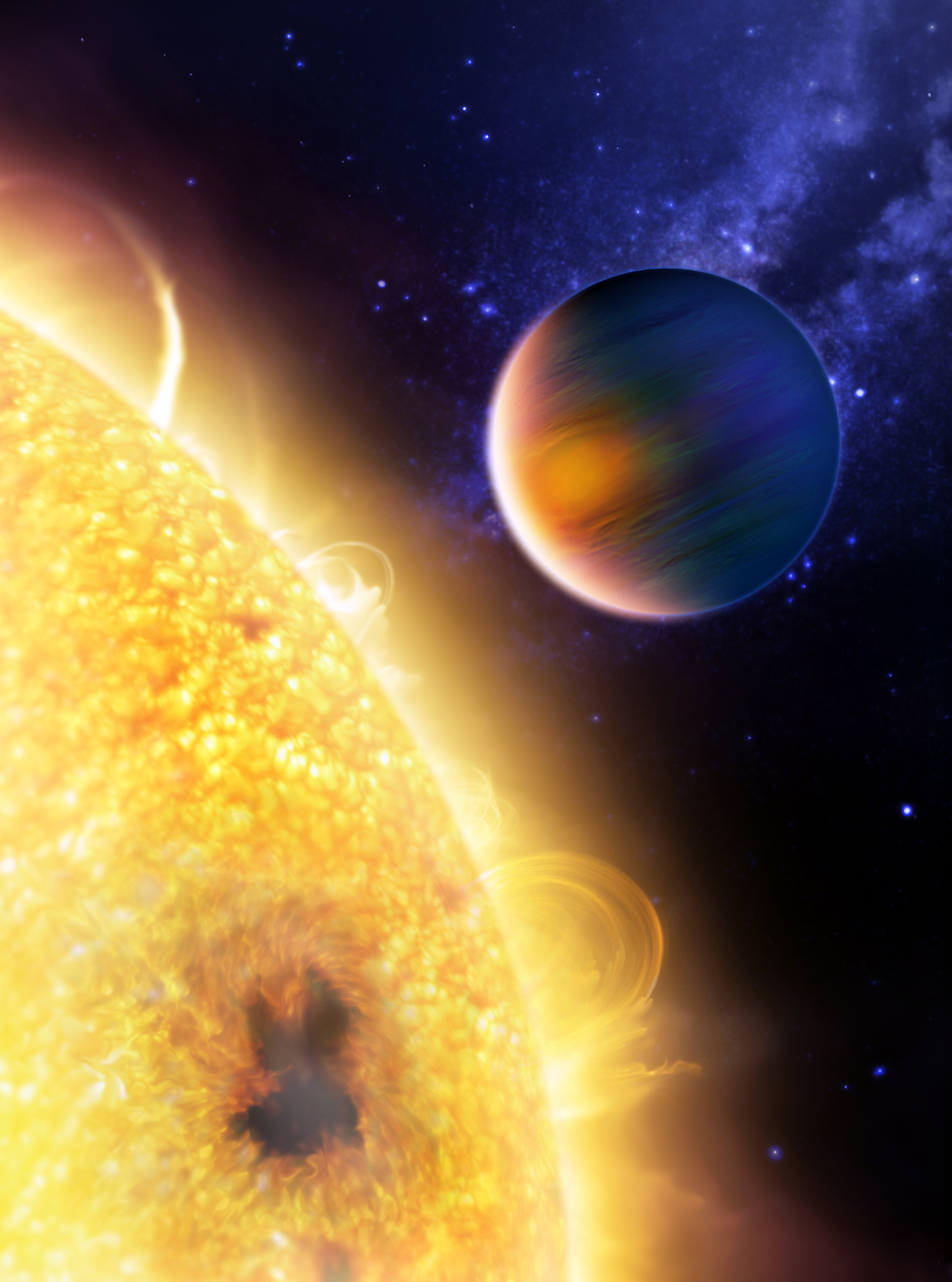
確認HD 189733 b有二氧化碳和甲烷存在以後的想像圖。

HD 189733 b是至今觀測到的系外行星中在凌星時讓母恆星光度下降最多者，約3%。它的軌道視升交點黃經大約和天球南北向夾角16 ± 8°。它和HD 209458 b是首批直接觀測到其光譜的系外行星。這兩顆行星的母恆星是凌日行星的母恆星中亮度最高的，因此天文學家持續對這兩顆行星相當關注。就像大多數的熱木星，HD 189733 b被認為已被母恆星潮汐鎖定，即永遠以同一側面對母恆星。
HD 189733 b並非扁椭球体，並且被認為沒有0.8倍地球半徑以上的衛星和類似土星的行星環存在。
HD 189733 b的大氣層是首個被認為是「pL」型的系外行星大氣層，該型大氣層缺乏溫度隨高度上升的平流層，類似缺少鈦氧化物和釩氧化物的L型恆星，進一步對平流層模型觀測與實驗也沒有得到決定性結果。在距離行星表面1000公里以上的大氣層將凝結形成霧，並且可使用紅外線觀測。在該行星上的夕陽是紅色的。乔凡娜·蒂内蒂於2007年預測了HD 189733 b大氣層中鈉和鉀的存在，又因為霧的凝結，最終觀測發現鈉含量高達HD 209458 b鈉層的三倍。HD 189733 b也是首顆確認大氣層內有二氧化碳存在的系外行星。

### 行星表面熱分布圖
2007年天文學家以史匹哲太空望遠鏡的觀測資料繪製出HD 189733 b的表面輻射溫度圖。天文學家對該行星系連續33小時的觀測中，一開始只能觀測到行星的夜半球，在經過了一半軌道週期以後逐漸觀測到較大範圍的晝半球。該次觀測發現行星表面溫度在973 ± 33 K到1,212 ± 11 K之間變化，代表行星從母恆星吸收的熱量在大氣層中均勻分布。讓人注意的是，行星表面的溫度最高區域在行星星下點東方30°處，符合熱木星理論模型中參數化的晝夜間熱量重分布機制所預測結果。

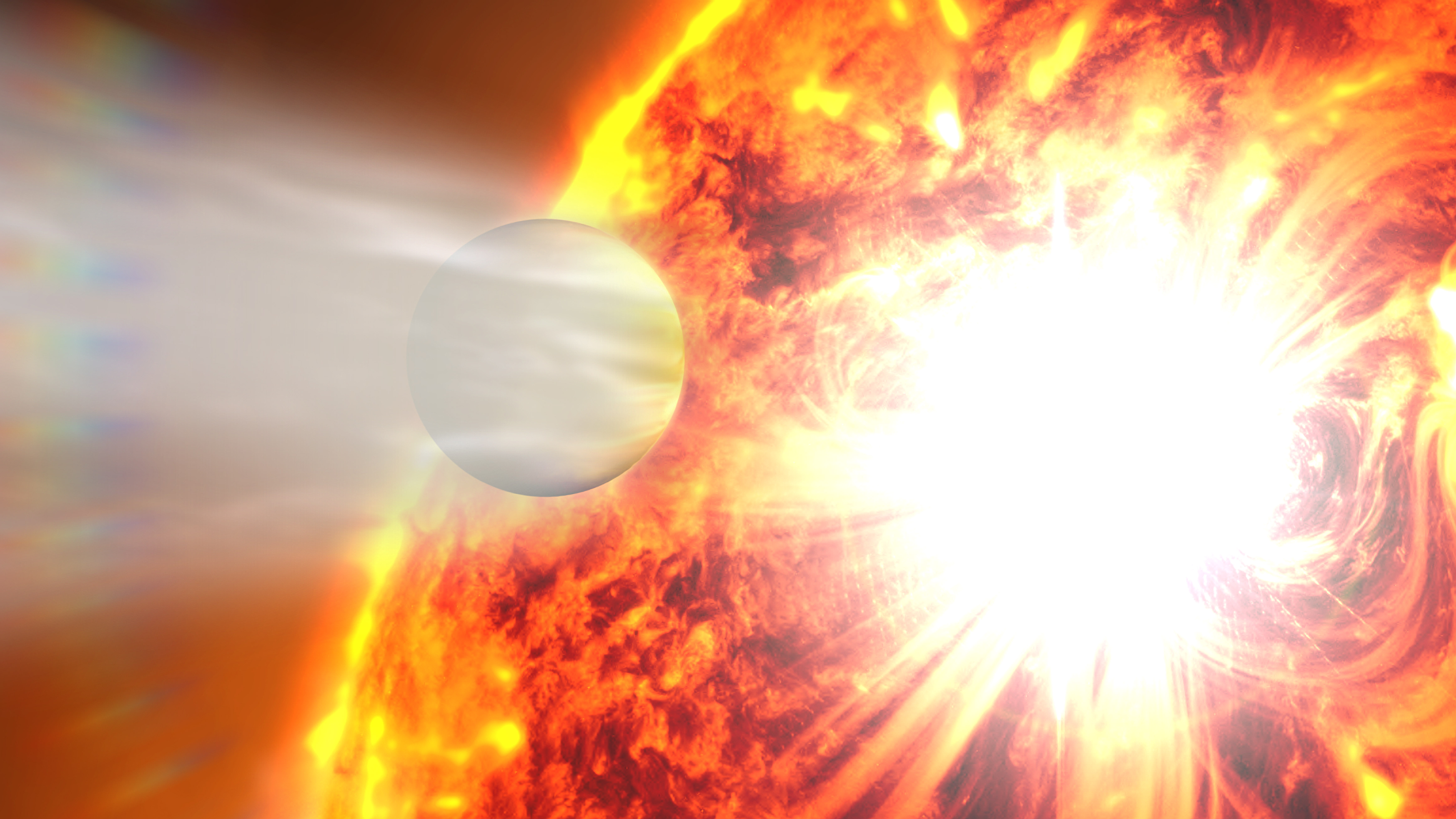
HD 189733 b大氣層蒸發想像圖

假設HD 189733 b受到母恆星潮汐鎖定，這代表行星表面有向東方的2,700每秒（9,700每小時）強風，使行星表面的熱量重新分布。NASA所發布的該行星表面溫度亮度圖是首幅太陽系外行星的熱量分布圖

### 水蒸氣、氧和有機化合物
2007年7月11日，由乔凡娜·蒂内蒂帶領的一組天文學家發表了使用史匹哲太空望遠鏡觀測HD 189733 b的結果的論文，其中總結提到有明顯證據顯示該行星的大氣層中有大量的水蒸氣存在。接下來哈伯太空望遠鏡的觀測的確認了大氣層中水蒸氣、中性氧和有機化合物甲烷的存在。之後，甚大望远镜在HD 189733 b的晝半球偵測到一氧化碳的存在。目前仍無法得知甲烷如何在溫度高達700℃的環境下產生，因為在這種環境下甲烷會和水蒸氣起化學反應形成一氧化碳。

### 行星系的狀態變化
當HD 189733 b的行星凌發生時，罗斯特-麦克劳克林效应將會相當明顯。來自光球層的光譜線將會因為遮蔽自轉中的恆星盤面部分區域而在光譜上移動。因為該行星的大質量和距離母恆星極近，恆星徑向速度的半振幅將高達205 m/s。
罗斯特-麦克劳克林效应是讓天文學家量測行星軌道平面和恆星赤道面夾角的工具，而這兩者是完全一致的。將HD 189733 b和HD 149026b相類比，可得知該行星的形成也許過程相當平靜，並且過程中會和原行星盤的物質之間有重力交互作用。如果夾角較大的話，代表形成過程中和其他原行星之間的重力交互作用過程相當激烈。

## 外部連結
维基共享资源上的相關多媒體資源：HD 189733 b
- Berdyugina; Berdyugin; Fluri; Piirola;  et al. . The Astrophysical Journal. 2008-02-02, 673: L83–L86. Bibcode:2008ApJ...673L..83B. arXiv:0712.0193 . doi:10.1086/527320.
- Naeye, Robert. . Sky & Telescope. 2005-10-07  [2008-06-21]. （原始内容存档于2013-07-01）.
- Deming; Harrington, Joseph; Seager, Sara; Jeremy Richardson;  et al. . The Astrophysical Journal. 2006-02-20, 644: 560–564. Bibcode:2006ApJ...644..560D. arXiv:astro-ph/0602443 . doi:10.1086/503358.

- WikiSky上关于HD 189733 b的内容：DSS2, SDSS, GALEX, IRAS, 氢α, X射线, 天文照片, 天图, 文章和图片